# Isaac Lindley
Isaac Robinson Lindley Stoppanie (n. Lima, 4 de abril de 1904 - † 18 de octubre de 1989) fue un empresario y filántropo peruano, hijo de los fundadores de la bebida gaseosa Inca Kola.

## Biografía
Fue hijo de don Joseph Robinson Lindley y de doña Martha Stoppanie, realizó estudios en el Colegio de la Srta. Cook y en el Lima High School. A los ocho años empezó a trabajar en la fábrica de bebidas gasificadas que su padre fundaba en 1910; primero como lavador de botellas, luego en la sala de jarabeado, y tiempo después en 1925 compró un pequeño auto Ford que su padre había adquirido para reemplazar las antiguas carretas haladas por caballos utilizadas para la repartición de gaseosas.
Debido a la importación de máquinas semiautomáticas, la empresa inició su expansión a escala regional, llegando hasta Huarochirí, Canta, Huarmey y Lurín. Fue, además, uno de los fundadores de Panamericana Televisión y uno promotores de la fundación de la Universidad de Lima.
En 1928, el pequeño negocio familiar se transformó en sociedad anónima, adquiriendo el nombre de "Fábrica de Aguas Gaseosas Santa Rosa", de J.R Lindley e Hijos S.A. 
Tras la muerte del patriarca en 1932, y de sus hermanos José en 1936, Antonio en 1937, Alfredo en 1939 y Nicolás en 1945, Isaac asumió el cargo de gerente general de la empresa, que conservaría durante 44 años, en lo que logró establecer su producto, la famosa gaseosa Inca Kola. Actualmente, su hijo, Johnny Lindley Taboada, es presidente de la Corporación Lindley, y su nieto, Johnny Robinson Lindley, gerente general.